# Declan Lonergan
Declan Lonergan (Waterford, 25 juli 1969) is een Iers wielrenner. Hij reeds slechts drie jaar bij de profs voor kleinere ploegen en behaalde nooit een zege bij de profs.

## Tourdeelnames
geen